# Neisseria canis
Neisseria canis – Gram-ujemna bakteria występująca w jamie ustnej, płytce nazębnej, ślinie, gardle i nosogardzieli psów i kotów. Rośnie w warunkach tlenowych, w których wykazuje zdolność do tworzenia biofilmów. U psów i kotów jest to gatunek komensalny. Stwierdzono natomiast, że – w wyniku ugryzienia przez zwierzę – bakterie te mogą powodować stany patologiczne u ludzi, takie jak gorączka, zapalenie tkanki łącznej, czy infekcje dróg oddechowych. Liczba infekcji spowodowanych N. canis u ludzi może być zaniżona z powodu małej wykrywalności bakterii przez standardowe testy mikrobiologiczne.